# John James (attore 1956)
John James Anderson (Minneapolis, 18 aprile 1956) è un attore statunitense.

## Carriera
L'attore è principalmente conosciuto nel mondo delle soap-opera, infatti ha fatto il suo esordio in una delle prime soap-opera, Aspettando il domani nella parte di Tom tra il 1976 e il 1979. 
La grande notorietà a livello mondiale arriva nel 1981 quando viene scelto per la parte di Jeff Colby nella soap Dynasty che lo consacra come attore. Interpreterà Jeff fino alla fine nel 1989 e nello spin-off I Colby (1985-1987). Nel 1991 infine ricoprirà il ruolo nel film-TV conclusivo Dynasty: ultimo atto. Grazie a questa parte fu nominato una volta ai Golden Globe.
Conclusia la serie recita in diversi film per approdare ad altre due famose serie. Tra il 2006 e il 2007 interpreta Jeff Martin in La valle dei pini e dal 2003 al 2008 ha interpretato Eric in Così gira il mondo.

## Filmografia parziale

### Film
- Quel è mio figlio? (He's Not Your Son), regia di Don Taylor (1984)
- Ucciderai ancora (Haunted by Her Past), regia di Michael Pressman (1987)
- Perry Mason: Va in onda la morte (Perry Mason: The Case of the Ruthless Reporter), regia di Christian I. Nyby II (1991)
- Dynasty: ultimo atto (Dynasty: The Reunion), regia di Irving J. Moore (1991)
- Strano amore (Partners 'n Love), regia di Eugene Levy (1992)
- Minaccia nucleare (Icebreaker), regia di David Giancola (2000)
- Temporale perfetto (Lightning: Fire from the Sky), regia di David Giancola (2001)
- Illegal Alliens, regia di David Giancola (2007)

### Televisione
- Aspettando il domani (Search for Tomorrow) - soap opera (1976-1979)
- Dynasty - serie TV (1981-1989)
- Fantasilandia (Fantasy Island) - serie TV (1982)
- Love Boat (The Love Boat) - serie TV (1984)
- Detective per amore (Finder of Lost Loves) - serie TV (1984)
- I Colby (The Colbys) - serie TV (1985-1987)
- Il tocco di un angelo (Touched by an Angel) - serie TV (1998)
- Pacific Blue - serie TV (2000)
- Così gira il mondo (As the World Turns) - soap opera (2003-2008)
- La valle dei pini (All My Children) - soap opera (2006-2007)
- Desperate Housewives - serie TV (2007)

## Premi e candidature

### Golden Globe
Nomination:
- Miglior attore non protagonista in una serie drammatica, per Dynasty (1986)

### Soap Opera Digest Awards
Nomination:
- Miglior coppia (con Emma Samms) in una soap-opera, per I Colby (1986)
- Miglior coppia (con Emma Samms) in una soap-opera, per I Colby (1988)